# پکستون پلیس (آریزونا)
پکستون پلیس (به انگلیسی: Paxton Place) یک منطقهٔ مسکونی در ایالات متحده آمریکا است که در آریزونا واقع شده است. پکستون پلیس ۱٬۲۰۲ متر بالاتر از سطح دریا واقع شده است.